# ایالات متحده آمریکا در برابر مجله پراگرسیو
ایالات متحده آمریکا ،  دادخواستی علیه مجله Progressive توسط وزارت انرژی ایالات متحده (DOE) در سال 1979 بود. برای جلوگیری از انتشار مقاله ای توسط فعال هوارد مورلند که قصد داشت "راز" بمب هیدروژن را منتشر کند ، دستور موقت علیه The Progressive صادر شد. اگرچه این اطلاعات از منابع در دسترس عموم جمع آوری شده بود ، وزارت امور داخله ادعا كرد كه این ماده در بند " مخفی شده " قانون انرژی اتمی سا 1954 قرار دارد  
اگرچه این پرونده در منطقه ی  غربی ویسکا نسین تشکیل شد ، قاضی آنجا خود را به عنوان یکی از دوستان این مجله مورد استفاده قرار داد. بنابراین پرونده به قاضی رابرت دبلیو وارن ، قاضی منطقه شرقی ویسکانسین رسیدگی شد. به دلیل حساس بودن اطلاعات موجود در دادگاه ، دو جلسه جداگانه برگزار شد ، یکی در ملاء عام و دیگری در دوربین . متهمان ، مورلند و سردبیران " The Progressive" ، تركهای امنیتی را قبول نمی كنند كه این امر باعث ایجاد محدودیت در بیان آزادانه آنها می شود ، و بنابراین در جلسات جلسات دوربین حضور نداشتند. وكلاي آنها براي اينكه شركت كنند ، مجوزهاي لازم را بدست آوردند ، اما از انتقال هر آنچه كه در آنجا شنيدند براي موكل خود منع شدند.     

## پیش زمینه
اولین بمب اتمی که  توسط پروژه منهتن زمان جنگ ساخته شد . این امر به صورت پنهانی انجام شد ، مبادا كه كشف آن باعث شود نیروهای محور ، به ویژه آلمان ، برای تسریع در پروژه های هسته ای خود یا انجام عملیات پنهانی علیه این پروژه ، مجبور شوند.  رهبران نظامی و علمی پروژه منهتن پیش بینی نیاز به انتشار جزئیات دستاوردهای جنگ خود را ، به ویژه به عنوان نوعی شناخت برای شرکت کنندگان که در خلوت کار می کردند. انتشار مطبوعاتی پیش از بمبارانهای اتمی هیروشیما و ناگازاکی تهیه شده بود و یک حساب رسمی که پس از نویسنده آن ، فیزیکدان هنری دیوولف اسمیت ، به عنوان گزارش Smyth شناخته می شود ، در آوریل سال 1944 مأمور شد تا تاریخچه ای از این پروژه را برای انتشار عمومی ارائه کند. .  مدیر پروژه منهتن ، سرلشکر لسلی گروو ، مشاور علمی وی ، ریچارد تولمن ، و اسمیت موافقت كردند كه اگر اطلاعات لازم برای فهم این پروژه ضروری باشد ، می تواند به صورت عمومی منتشر شود ، یا از قبل كاملاً شناخته شده یا كاهش یافته بود ، یا اهمیتی برای تولید بمبهای اتمی نداشت.  اولین نسخه ها در 12 اوت 1945 به فروش رفت. 
جمهوری جدید در شماره ۸ اکتبر ۱۹۴۵ با موضع گیری موضعی ، با تأکید بر این نکته تأکید کرد که " there is no secret to be kept ":  دانش در مورد چگونگی ساخت بمب اتمی "خاصیت مشترک بود. دانشمندان در سراسر جهان برای پنج سال گذشته ".  رئیس جمهور هری اس. ترومن در اولین سخنرانی خود در کنگره در مورد مسائل هسته ای در همان ماه خط مشابهی را اتخاذ کرد و اظهار داشت که "دانش نظری اساسی که بر اساس آن کشف شده است ، از قبل کاملاً مشهور است."  در نوامبر سال 1945 ، گروو به تولمان دستور داد كه سیاستی را برای جداسازی اسناد پروژه منهتن تدوین كند. تولمان کمیته ای را تشکیل داد ، که لیستی از فعالیت های پروژه منهتن را در اختیار داشت و به هر طبقه بندی اختصاص می داد. چهار داور این اسناد را ارزیابی کرده و حدود 500 مورد از آنها را تا پایان سال گذشته محکوم کردند. 

### قانون انرژی اتمی
اگر هیچ راز وجود نداشت ، هیچ دلیلی برای امنیت وجود نداشت. دانشمندان ، به ویژه ، تحت کنترل زمان جنگ قرار گرفتند که با تسلیم ژاپن برداشته نشد. در اول سپتامبر سال 1945 ، ساموئل K. آلیسون به مناسبت اعلام تأسیس مؤسسه مطالعات هسته ای ، خواستار آزادی تحقیق و توسعه انرژی اتمی شد. وی به مطبوعات گفت كه اگر كنترل ها برداشته نشوند ، دانشمندان هسته ای می توانند به مطالعه رنگ بالهای پروانه روی آورند. انریکو فرمی هشدار داد که "مگر اینکه تحقیق رایگان و خارج از کنترل انجام شود ، ایالات متحده برتری خود را در پیگیری علمی از دست خواهد داد". 
وزارت جنگ  نسز که پیش بینی می کرد که پروژه "منهتن" توسط یک مقام قانونی سرگردانی می شود . قانون ایجاد آن توسط دو وکیل وزارت جنگ ، کنت سی رویال و ویلیام ال ماربری تهیه شده است.  پیش نویس لایحه ی  آنها با مخالفت شدید روبرو شد ، خصوصاً از سناتور با نفوذ آرتور ا . واندنبرگ .  در 20 دسامبر سال 1945 ، سناتور برایان مک ماهون یک لایحه جایگزین در مورد انرژی اتمی ارائه داد ، که به سرعت با عنوان لایحه مک ماهون شناخته شد. این در ابتدا یک لایحه بسیار لیبرال برای کنترل تحقیقات علمی بود و مورد حمایت گسترده دانشمندان قرار گرفت. مک ماهون این اختلافات را به عنوان یک سؤال از نظامی در مقابل کنترل غیرنظامی انرژی اتمی تنظیم کرد ، اگرچه لایحه مه-جانسون همچنین کنترل غیرنظامی را فراهم می کرد.  بخش 10 حق ثبت اختراعات مربوط به انرژی اتمی را به کمیسیون اختصاص داد. 

## همچنین ببینید
1. ↑  {{{litigants}}}. Text
2. 1 2 3 4 5 6  Jones 1985.
3. 1 2 3  Kaiser 2005.
4. 1 2 3 4  Hewlett & Anderson 1962.